# Kisei 2011
Il Kisei 2011 è stata la trentacinquesima edizione del torneo goistico giapponese Kisei. Il torneo si è disputato dal 17 dicembre 2009 all'11 marzo 2011 ed è stato vinto dal campione in carica Cho U sullo sfidante Iyama Yuta per 4-2.

## Eliminatorie
Il torneo preliminare è iniziato il 17 dicembre 2009. Ō Rissei, Cho U, Jiro Akiyama, Yoda Norimoto, Hane Naoki, Kono Rin, Takao Shinji e Iyama Yuta sono stati qualificati direttamente alla fase finale essendosi piazzati nelle posizioni 2-4 dei gironi della fase finale del Kisei 2010. Al contrario Kiyonari Tetsuya, Ri Ishu, Cho Chikun e Miyazawa Goro hanno dovuto ricominciare il torneo dai preliminari essendosi piazzati nelle posizioni 5-6 dei gironi. Nessuno di loro è riuscito ad arrivare alla fase finale poiché i preliminari sono stati vinti da Ryu Shikun, Yamashiro Hiroshi, Kato Atsushi e O Meien.

### Gruppo A
|  | Quarti di finale | Quarti di finale | Quarti di finale |                  |                | Semifinali     | Semifinali | Semifinali |  |  | Finale | Finale | Finale |  |
|  |                  |                  |                  |                  |                |                |            |            |  |  |        |        |        |  |
|  | Honda Kunihasa   | Honda Kunihasa   | 0                |                  |                |                |            |            |  |  |        |        |        |  |
|  | Honda Kunihasa   | Honda Kunihasa   | 0                |                  |                |                |            |            |  |  |        |        |        |  |
|  | Hikosaka Naoto   | Hikosaka Naoto   | 1                |                  |                |                |            |            |  |  |        |        |        |  |
|  | Hikosaka Naoto   | Hikosaka Naoto   | 1                |                  | Hikosaka Naoto | Hikosaka Naoto | 0          |            |  |  |        |        |        |  |
|  |                  |                  |                  |                  | Hikosaka Naoto | Hikosaka Naoto | 0          |            |  |  |        |        |        |  |
|  |                  |                  | Ryu Shikun       | Ryu Shikun       | 1              |                |            |            |  |  |        |        |        |  |
|  | Ryu Shikun       | Ryu Shikun       | Ryu Shikun       | Ryu Shikun       | 1              | 1              |            |            |  |  |        |        |        |  |
|  | Ryu Shikun       | Ryu Shikun       |                  |                  |                |                |            |            |  |  |        |        |        |  |
|  | Seto Taiki       | Seto Taiki       | 0                |                  |                |                |            |            |  |  |        |        |        |  |
|  | Seto Taiki       | Seto Taiki       | 0                |                  | Ryu Shikun     | Ryu Shikun     | 1          |            |  |  |        |        |        |  |
|  |                  |                  |                  |                  |                |                |            |            |  |  |        |        |        |  |
|  |                  |                  | Kiyonari Tetsuya | Kiyonari Tetsuya | 0              |                |            |            |  |  |        |        |        |  |
|  | Ishida Yoshio    | Ishida Yoshio    | Kiyonari Tetsuya | Kiyonari Tetsuya | 0              | 1              |            |            |  |  |        |        |        |  |
|  | Ishida Yoshio    | Ishida Yoshio    |                  |                  |                |                |            |            |  |  |        |        |        |  |
|  | Komatsu Hideki   | Komatsu Hideki   | 0                |                  |                |                |            |            |  |  |        |        |        |  |
|  | Komatsu Hideki   | Komatsu Hideki   | 0                |                  | Ishida Yoshio  | Ishida Yoshio  | 0          |            |  |  |        |        |        |  |
|  |                  |                  |                  |                  | Ishida Yoshio  | Ishida Yoshio  | 0          |            |  |  |        |        |        |  |
|  |                  |                  | Kiyonari Tetsuya | Kiyonari Tetsuya | 1              |                |            |            |  |  |        |        |        |  |
|  | Kurotaki Masaki  | Kurotaki Masaki  | Kiyonari Tetsuya | Kiyonari Tetsuya | 1              | 0              |            |            |  |  |        |        |        |  |
|  | Kurotaki Masaki  | Kurotaki Masaki  |                  |                  |                |                |            |            |  |  |        |        |        |  |
|  | Kiyonari Tetsuya | Kiyonari Tetsuya | 1                |                  |                |                |            |            |  |  |        |        |        |  |

### Gruppo B
|  | Quarti di finale  | Quarti di finale  | Quarti di finale  |                   |                 | Semifinali      | Semifinali | Semifinali |  |  | Finale | Finale | Finale |  |
|  |                   |                   |                   |                   |                 |                 |            |            |  |  |        |        |        |  |
|  | Yuki Satoshi      | Yuki Satoshi      | 0                 |                   |                 |                 |            |            |  |  |        |        |        |  |
|  | Yuki Satoshi      | Yuki Satoshi      | 0                 |                   |                 |                 |            |            |  |  |        |        |        |  |
|  | Mimura Tomoyasu   | Mimura Tomoyasu   | 1                 |                   |                 |                 |            |            |  |  |        |        |        |  |
|  | Mimura Tomoyasu   | Mimura Tomoyasu   | 1                 |                   | Mimura Tomoyasu | Mimura Tomoyasu | 0          |            |  |  |        |        |        |  |
|  |                   |                   |                   |                   | Mimura Tomoyasu | Mimura Tomoyasu | 0          |            |  |  |        |        |        |  |
|  |                   |                   | So Yokoku         | So Yokoku         | 1               |                 |            |            |  |  |        |        |        |  |
|  | So Yokoku         | So Yokoku         | So Yokoku         | So Yokoku         | 1               | 1               |            |            |  |  |        |        |        |  |
|  | So Yokoku         | So Yokoku         |                   |                   |                 |                 |            |            |  |  |        |        |        |  |
|  | Shida Tatsuya     | Shida Tatsuya     | 1                 |                   |                 |                 |            |            |  |  |        |        |        |  |
|  | Shida Tatsuya     | Shida Tatsuya     | 1                 |                   | So Yokoku       | So Yokoku       | 0          |            |  |  |        |        |        |  |
|  |                   |                   |                   |                   |                 |                 |            |            |  |  |        |        |        |  |
|  |                   |                   | Yamashiro Hiroshi | Yamashiro Hiroshi | 1               |                 |            |            |  |  |        |        |        |  |
|  | Kim Sujun         | Kim Sujun         | Yamashiro Hiroshi | Yamashiro Hiroshi | 1               | 0               |            |            |  |  |        |        |        |  |
|  | Kim Sujun         | Kim Sujun         |                   |                   |                 |                 |            |            |  |  |        |        |        |  |
|  | Ogata Masaki      | Ogata Masaki      | 1                 |                   |                 |                 |            |            |  |  |        |        |        |  |
|  | Ogata Masaki      | Ogata Masaki      | 1                 |                   | Ogata Masaki    | Ogata Masaki    | 0          |            |  |  |        |        |        |  |
|  |                   |                   |                   |                   | Ogata Masaki    | Ogata Masaki    | 0          |            |  |  |        |        |        |  |
|  |                   |                   | Yamashiro Hiroshi | Yamashiro Hiroshi | 1               |                 |            |            |  |  |        |        |        |  |
|  | Yamashiro Hiroshi | Yamashiro Hiroshi | Yamashiro Hiroshi | Yamashiro Hiroshi | 1               | 1               |            |            |  |  |        |        |        |  |
|  | Yamashiro Hiroshi | Yamashiro Hiroshi |                   |                   |                 |                 |            |            |  |  |        |        |        |  |
|  | Cho Chikun        | Cho Chikun        | 0                 |                   |                 |                 |            |            |  |  |        |        |        |  |

### Gruppo C
|  | Quarti di finale | Quarti di finale | Quarti di finale |                 |              | Semifinali   | Semifinali | Semifinali |  |  | Finale | Finale | Finale |  |
|  |                  |                  |                  |                 |              |              |            |            |  |  |        |        |        |  |
|  | Kato Atsushi     | Kato Atsushi     | 1                |                 |              |              |            |            |  |  |        |        |        |  |
|  | Kato Atsushi     | Kato Atsushi     | 1                |                 |              |              |            |            |  |  |        |        |        |  |
|  | Chin Kaei        | Chin Kaei        | 0                |                 |              |              |            |            |  |  |        |        |        |  |
|  | Chin Kaei        | Chin Kaei        | 0                |                 | Kato Atushi  | Kato Atushi  | 1          |            |  |  |        |        |        |  |
|  |                  |                  |                  |                 | Kato Atushi  | Kato Atushi  | 1          |            |  |  |        |        |        |  |
|  |                  |                  | Nakano Yasuhiro  | Nakano Yasuhiro | 0            |              |            |            |  |  |        |        |        |  |
|  | Goto Shungo      | Goto Shungo      | Nakano Yasuhiro  | Nakano Yasuhiro | 0            | 0            |            |            |  |  |        |        |        |  |
|  | Goto Shungo      | Goto Shungo      |                  |                 |              |              |            |            |  |  |        |        |        |  |
|  | Nakano Yasuhiro  | Nakano Yasuhiro  | 1                |                 |              |              |            |            |  |  |        |        |        |  |
|  | Nakano Yasuhiro  | Nakano Yasuhiro  | 1                |                 | Kato Atsushi | Kato Atsushi | 1          |            |  |  |        |        |        |  |
|  |                  |                  |                  |                 |              |              |            |            |  |  |        |        |        |  |
|  |                  |                  | Sakai Hideyuki   | Sakai Hideyuki  | 0            |              |            |            |  |  |        |        |        |  |
|  | Kubo Hideo       | Kubo Hideo       | Sakai Hideyuki   | Sakai Hideyuki  | 0            | 0            |            |            |  |  |        |        |        |  |
|  | Kubo Hideo       | Kubo Hideo       |                  |                 |              |              |            |            |  |  |        |        |        |  |
|  | Oya Koichi       | Oya Koichi       | 1                |                 |              |              |            |            |  |  |        |        |        |  |
|  | Oya Koichi       | Oya Koichi       | 1                |                 | Oya Koichi   | Oya Koichi   | 0          |            |  |  |        |        |        |  |
|  |                  |                  |                  |                 | Oya Koichi   | Oya Koichi   | 0          |            |  |  |        |        |        |  |
|  |                  |                  | Sakai Hideyuki   | Sakai Hideyuki  | 1            |              |            |            |  |  |        |        |        |  |
|  | Sakai Hideyuki   | Sakai Hideyuki   | Sakai Hideyuki   | Sakai Hideyuki  | 1            | 1            |            |            |  |  |        |        |        |  |
|  | Sakai Hideyuki   | Sakai Hideyuki   |                  |                 |              |              |            |            |  |  |        |        |        |  |
|  | Miyazawa Goro    | Miyazawa Goro    | 0                |                 |              |              |            |            |  |  |        |        |        |  |

### Gruppo D
|  | Quarti di finale   | Quarti di finale   | Quarti di finale |         |           | Semifinali | Semifinali | Semifinali |  |  | Finale | Finale | Finale |  |
|  |                    |                    |                  |         |           |            |            |            |  |  |        |        |        |  |
|  | Ko Reibun          | Ko Reibun          | 1                |         |           |            |            |            |  |  |        |        |        |  |
|  | Ko Reibun          | Ko Reibun          | 1                |         |           |            |            |            |  |  |        |        |        |  |
|  | Matsumoto Takehisa | Matsumoto Takehisa | 0                |         |           |            |            |            |  |  |        |        |        |  |
|  | Matsumoto Takehisa | Matsumoto Takehisa | 0                |         | Ko Reibun | Ko Reibun  | 0          |            |  |  |        |        |        |  |
|  |                    |                    |                  |         | Ko Reibun | Ko Reibun  | 0          |            |  |  |        |        |        |  |
|  |                    |                    | O Meien          | O Meien | 1         |            |            |            |  |  |        |        |        |  |
|  | O Meien            | O Meien            | O Meien          | O Meien | 1         | 1          |            |            |  |  |        |        |        |  |
|  | O Meien            | O Meien            |                  |         |           |            |            |            |  |  |        |        |        |  |
|  | Ueki Yoshio        | Ueki Yoshio        | 0                |         |           |            |            |            |  |  |        |        |        |  |
|  | Ueki Yoshio        | Ueki Yoshio        | 0                |         | O Meien   | O Meien    | 1          |            |  |  |        |        |        |  |
|  |                    |                    |                  |         |           |            |            |            |  |  |        |        |        |  |
|  |                    |                    | Ko Iso           | Ko Iso  | 0         |            |            |            |  |  |        |        |        |  |
|  | Cho Sonjin         | Cho Sonjin         | Ko Iso           | Ko Iso  | 0         | 0          |            |            |  |  |        |        |        |  |
|  | Cho Sonjin         | Cho Sonjin         |                  |         |           |            |            |            |  |  |        |        |        |  |
|  | Ko Iso             | Ko Iso             | 1                |         |           |            |            |            |  |  |        |        |        |  |
|  | Ko Iso             | Ko Iso             | 1                |         | Ko Iso    | Ko Iso     | 1          |            |  |  |        |        |        |  |
|  |                    |                    |                  |         | Ko Iso    | Ko Iso     | 1          |            |  |  |        |        |        |  |
|  |                    |                    | Ri Ishu          | Ri Ishu | 0         |            |            |            |  |  |        |        |        |  |
|  | Nakano Hironari    | Nakano Hironari    | Ri Ishu          | Ri Ishu | 0         | 0          |            |            |  |  |        |        |        |  |
|  | Nakano Hironari    | Nakano Hironari    |                  |         |           |            |            |            |  |  |        |        |        |  |
|  | Ri Ishu            | Ri Ishu            | 1                |         |           |            |            |            |  |  |        |        |        |  |

## Fase finale
Le partite dei gironi sono iniziate il 3 giugno 2010. I giocatori provenienti dai preliminari e i piazzati del Kisei 2010 si sono affrontati in due gironi all'italiana. I vincitori si dei due gruppi si sono qualificati per la finale degli sfidanti, i giocatori posizionati dal secondo al quarto posto hanno ottenuto la qualificazione diretta alla fase finale del Kisei 2012 mentre gli ultimi due di ogni gruppo devono ripartire dai preliminari l'anno seguente.
Takao Shinji ha vinto imbattuto il gruppo A mentre Iyama Yuta si è aggiudicato il gruppo B avendo vinto lo scontro diretto con Yamashiro Hiroshi, con cui ha concluso a pari punti.

### Girone A
| Giocatore       | Y.K. | Y.N.  | K.R.  | T.S. | O.M.  | K.A. | Risultato | Note                                        |
| --------------- | ---- | ----- | ----- | ---- | ----- | ---- | --------- | ------------------------------------------- |
| Yamashita Keigo | –    | W+3.5 | B+R   | X    | B+R   | W+R  | 4–1       | Qualificato alla fase finale del Kisei 2012 |
| Yoda Norimoto   | X    | –     | W+4.5 | X    | W+R   | X    | 2–3       | Qualificato alla fase finale del Kisei 2012 |
| Kono Rin        | X    | X     | –     | X    | B+R   | X    | 1–4       | Eliminato                                   |
| Takao Shinji    | B+R  | W+R   | B+R   | –    | W+3.5 | B+R  | 5–0       | Qualificato alla finale degli sfidanti      |
| O Meien         | X    | X     | X     | X    | –     | W+R  | 1–4       | Eliminato                                   |
| Kato Atsushi    | X    | W+0.5 | B+0.5 | X    | X     | –    | 2–3       | Qualificato alla fase finale del Kisei 2012 |

### Girone B
| Giocatore         | O.R.   | A.J.  | H.N.  | I.Y. | Y.H. | R.S.  | Risultato | Note                                        |
| ----------------- | ------ | ----- | ----- | ---- | ---- | ----- | --------- | ------------------------------------------- |
| Ō Rissei          | –      | X     | W+R   | X    | X    | X     | 1–4       | Eliminato                                   |
| Jiro Akiyama      | W+5.5  | –     | X     | X    | X    | X     | 1–4       | Eliminato                                   |
| Naoki Hane        | X      | W+R   | –     | B+R  | X    | B+0.5 | 3–2       | Qualificato alla fase finale del Kisei 2012 |
| Iyama Yuta        | W+11.5 | B+R   | X     | –    | B+R  | W+R   | 4–1       | Qualificato alla finale degli sfidanti      |
| Yamashiro Hiroshi | B+2.5  | W+1.5 | B+1.5 | X    | –    | B+7.5 | 4–1       | Qualificato alla fase finale del Kisei 2012 |
| Ryu Shikun        | W+0.5  | B+R   | X     | X    | X    | –     | 2–3       | Qualificato alla fase finale del Kisei 2012 |

## Finale degli sfidanti
I due vincitori dei gruppi si sono sfidati l'11 novembre 2010. Il vincitore Iyama Yuta ha acquisito il diritto a sfidare il detentore Cho U.

## Finale
La finale è una sfida al meglio delle sette partite, iniziata il 13 gennaio 2011 e con fine prevista il 17 marzo. Tuttavia la settima partita non è stata disputata avendo Cho U ottenuto la quarta vittoria alla sesta partita.